# Kotka Eagles 2022
Questa voce raccoglie le informazioni riguardanti i Kotka Eagles nelle competizioni ufficiali della stagione 2022.

## Maschile

### Vaahteraliiga 2022

#### Stagione regolare
| Helsinki 19 maggio 2022, ore 18:30 2ª giornata | Helsinki Roosters | 57 – 6 (21-0 13-6 7-0 16-0) referto | Kotka Eagles | Velodromo di Helsinki (268 spett.)\| Arbitro: \| M. Immonen \| |
| Arbitro:                                       | M. Immonen        |                                     |              |                                                                |

| Kotka 27 maggio 2022, ore 18:30 3ª giornata | Kotka Eagles | 0 – 44 (0-7 0-10 0-0 0-27) referto | Porvoon Butchers | Karhulan keskuskenttä (400 spett.)\| Arbitro: \| Toijala \| |
| Arbitro:                                    | Toijala      |                                    |                  |                                                             |

| Kotka 9 giugno 2022, ore 18:30 5ª giornata | Kotka Eagles  | 7 – 76 (0-28 0-28 7-7 0-13) referto | Helsinki Wolverines | Karhulan keskuskenttä (200 spett.)\| Arbitro: \| V. Lamminsalo \| |
| Arbitro:                                   | V. Lamminsalo |                                     |                     |                                                                   |

| Seinäjoki 17 giugno 2022, ore 18:30 6ª giornata | Seinäjoki Crocodiles | 67 – 0 (33-0 14-0 14-0 6-0) referto | Kotka Eagles | Jouppilanvuoren tekonurmi (411 spett.)\| Arbitro: \| Toijala \| |
| Arbitro:                                        | Toijala              |                                     |              |                                                                 |

| Porvoo 1º luglio 2022, ore 18:30 7ª giornata | Porvoon Butchers | 26 – 10 (0-0 0-10 6-0 20-0) referto | Kotka Eagles | Porvoon Keskuskenttä (378 spett.)\| Arbitro: \| Toijala \| |
| Arbitro:                                     | Toijala          |                                     |              |                                                            |

| Lohja 8 luglio 2022, ore 18:30 8ª giornata | United Newland Crusaders | 28 – 9 (0-2 0-7 14-0 14-0) referto | Kotka Eagles | Harjun kenttä (244 spett.)\| Arbitro: \| Janhuba \| |
| Arbitro:                                   | Janhuba                  |                                    |              |                                                     |

| Kuopio 16 luglio 2022, ore 16:30 9ª giornata | Kuopio Steelers | 54 – 6 (7-0 28-0 7-0 12-6) referto | Kotka Eagles | Väinölänniemen stadion (356 spett.)\| Arbitro: \| Janhuba \| |
| Arbitro:                                     | Janhuba         |                                    |              |                                                              |

| Kotka 23 luglio 2022, ore 16:30 10ª giornata | Kotka Eagles  | 20 – 41 (0-6 6-7 8-21 6-7) referto | Seinäjoki Crocodiles | Karhulan keskuskenttä (200 spett.)\| Arbitro: \| V. Lamminsalo \| |
| Arbitro:                                     | V. Lamminsalo |                                    |                      |                                                                   |

| Kotka 30 luglio 2022, ore 16:30 11ª giornata | Kotka Eagles | 18 – 58 (0-14 18-14 0-21 0-9) referto | Kuopio Steelers | Karhulan keskuskenttä (250 spett.)\| Arbitro: \| M. Immonen \| |
| Arbitro:                                     | M. Immonen   |                                       |                 |                                                                |

| Kotka 5 agosto 2022, ore 18:30 12ª giornata | Kotka Eagles  | 13 – 29 (6-9 7-7 0-0 0-13) referto | United Newland Crusaders | Karhulan keskuskenttä (410 spett.)\| Arbitro: \| M. Makarainen \| |
| Arbitro:                                    | M. Makarainen |                                    |                          |                                                                   |

| Kotka 11 agosto 2022, ore 18:30 13ª giornata | Kotka Eagles  | 6 – 35 (0-7 0-21 0-7 6-0) referto | Helsinki Roosters | Karhulan keskuskenttä (100 spett.)\| Arbitro: \| V. Lamminsalo \| |
| Arbitro:                                     | V. Lamminsalo |                                   |                   |                                                                   |

| Helsinki 18 agosto 2022, ore 17:30 14ª giornata | Helsinki Wolverines | 72 – 0 (28-0 21-0 0-0 23-0) referto | Kotka Eagles | Velodromo di Helsinki (124 spett.)\| Arbitro: \| M. Makarainen \| |
| Arbitro:                                        | M. Makarainen       |                                     |              |                                                                   |

### Statistiche di squadra
| Competizione | %Vittorie | In casa | In casa | In casa | In casa | In casa | In casa | In trasferta | In trasferta | In trasferta | In trasferta | In trasferta | In trasferta | Totale | Totale | Totale | Totale | Totale | Totale |
| Competizione | %Vittorie | G       | V       | N       | P       | Pf      | Ps      | G            | V            | N            | P            | Pf           | Ps           | G      | V      | N      | P      | Pf     | Ps     |
| ------------ | --------- | ------- | ------- | ------- | ------- | ------- | ------- | ------------ | ------------ | ------------ | ------------ | ------------ | ------------ | ------ | ------ | ------ | ------ | ------ | ------ |
| Campionato   | .000      | 6       | 0       | 0       | 6       | 64      | 283     | 6            | 0            | 0            | 6            | 31           | 304          | 12     | 0      | 0      | 12     | 95     | 587    |
| Totale       | .000      | 6       | 0       | 0       | 6       | 64      | 283     | 6            | 0            | 0            | 6            | 31           | 304          | 12     | 0      | 0      | 12     | 95     | 587    |

### Statistiche personali

#### Marcatori
| Giocatore    | Ruolo | TD rush | TD recv | TD int | TD p.ret | TD k.ret | TD oth | Xp1 | Xp2 | FG | Saf | Totale |
| ------------ | ----- | ------- | ------- | ------ | -------- | -------- | ------ | --- | --- | -- | --- | ------ |
| Anderson     |       | 0       | 6       | 1      | 0        | 0        | 0      | 0   | 1   | 0  | 0   | 44     |
| Viinamäki    |       | 0       | 3       | 0      | 0        | 0        | 0      | 0   | 0   | 0  | 0   | 18     |
| J. Henderson |       | 2       | 0       | 0      | 0        | 0        | 0      | 0   | 0   | 0  | 0   | 12     |
| A. Jokinen   |       | 0       | 0       | 0      | 0        | 0        | 0      | 4   | 0   | 1  | 0   | 7      |
| M. Aarrevuo  |       | 0       | 1       | 0      | 0        | 0        | 0      | 0   | 0   | 0  | 0   | 6      |
| K. Partanen  |       | 0       | 0       | 0      | 0        | 0        | 1      | 0   | 0   | 0  | 0   | 6      |
| Team         |       | 0       | 0       | 0      | 0        | 0        | 0      | 0   | 0   | 0  | 1   | 2      |

#### Passer rating
| Giocatore  | G | Att | Comp | Int | Yds | TD | NFL   | NCAA   |
| ---------- | - | --- | ---- | --- | --- | -- | ----- | ------ |
| Carpelan   | 1 | 29  | 17   | 0   | 163 | 1  | 85,85 | 117,21 |
| Forcier    | 2 | 37  | 20   | 0   | 182 | 1  | 76,63 | 104,29 |
| D. Boone   | 7 | 159 | 77   | 9   | 905 | 6  | 55,15 | 97,37  |
| N. Hannula | 3 | 54  | 23   | 7   | 257 | 1  | 24,00 | 62,76  |
| Anderson   | 2 | 2   | 1    | 0   | 63  | 1  |       |        |

## Femminile

### Naisten I-divisioona 2022

#### Stagione regolare
| Oulu 22 maggio 2022, ore 12:30 1ª giornata | Oulu Northern Lights | 28 – 0 | Kotka Eagles | Castrenin urheilukeskus |

| Kotka 28 maggio 2022, ore 15:00 2ª giornata | Kotka Eagles | 22 – 20 | Wasa Royals | Karhulan keskuskenttä |

| Jyväskylä 12 giugno 2022, ore 16:00 3ª giornata | Jyväskylä Jaguars | 13 – 18 | Kotka Eagles | Viitaniemen liikuntapuisto |

| Helsinki 17 giugno 2022, ore 18:30 4ª giornata | Helsinki Wolverines Blue | 18 – 6 | Kotka Eagles | Velodromo di Helsinki |

| Kotka 15 luglio 2022, ore 19:30 7ª giornata | Kotka Eagles | 40 – 6 | Helsinki Roosters | Karhulan keskuskenttä |

#### Playoff
| Kotka 20 agosto 2022, ore 15:00 Semifinale | Kotka Eagles | 28 – 6 | Wasa Royals | Karhulan keskuskenttä |

| Oulu 27 agosto 2022, ore 18:30 Finale | Oulu Northern Lights | 34 – 6 | Kotka Eagles | Castrenin urheilukeskus |

### Statistiche di squadra
| Competizione      | %Vittorie | In casa | In casa | In casa | In casa | In casa | In casa | In trasferta | In trasferta | In trasferta | In trasferta | In trasferta | In trasferta | Totale | Totale | Totale | Totale | Totale | Totale |
| Competizione      | %Vittorie | G       | V       | N       | P       | Pf      | Ps      | G            | V            | N            | P            | Pf           | Ps           | G      | V      | N      | P      | Pf     | Ps     |
| ----------------- | --------- | ------- | ------- | ------- | ------- | ------- | ------- | ------------ | ------------ | ------------ | ------------ | ------------ | ------------ | ------ | ------ | ------ | ------ | ------ | ------ |
| Stagione regolare | .600      | 2       | 2       | 0       | 0       | 62      | 26      | 3            | 1            | 0            | 2            | 24           | 59           | 5      | 3      | 0      | 2      | 86     | 85     |
| Playoff           | .500      | 1       | 1       | 0       | 0       | 28      | 6       | 1            | 0            | 0            | 1            | 6            | 34           | 2      | 1      | 0      | 1      | 34     | 40     |
| Totale            | .571      | 3       | 3       | 0       | 0       | 90      | 32      | 4            | 1            | 0            | 3            | 30           | 93           | 7      | 4      | 0      | 3      | 120    | 125    |